# Grimonviller
Grimonviller ist eine französische Gemeinde mit 113 Einwohnern (Stand 1. Januar 2022) im Département Meurthe-et-Moselle in der Region Grand Est (bis 2015 Lothringen). Sie gehört zum Arrondissement Toul und zum Kanton Meine au Saintois.

## Geografie
Grimonviller liegt etwa 34 Kilometer südsüdöstlich von Toul wenige Kilometer östlich der Autoroute A31. Die Nachbargemeinden von Grimonviller sind Fécocourt im Norden, Pulney im Osten, Courcelles im Südosten, Aboncourt im Süden sowie Beuvezin im Westen. Der Fluss Brénon entspringt auf dem Gemeindegebiet von Grimonviller.

## Geschichte
Der Name der heutigen Gemeinde wurde 1027 erstmals in der Form Grimaldi villa in einem Dokument erwähnt. Im Mittelalter gehörte die Gemeinde zum Gebiet des Herzogtums Lothringen. Genauer zum Amt (Bailliage) Vézelise. Mit dieser Herrschaft fiel Grimonviller 1766 an Frankreich. Bis zur Französischen Revolution lag die Gemeinde im Grand-gouvernement de Lorraine-et-Barrois. Von 1793 bis 1801 war die Gemeinde dem Distrikt Vézelise zugeteilt und Teil des Kantons Vandeléville, danach von 1801 bis 2015 Teil des Kantons Colombey-les-Belles. Mit Ausnahme der Jahre 1926 bis 1943, als sie zum Arrondissement Nancy gehörte, ist Grimonviller seit 1801 dem Arrondissement Toul zugeordnet. Die Gemeinde lag bis 1871 im alten Département Meurt(h)e. Seither bildet sie einen Teil des Départements Meurthe-et-Moselle.

## Bevölkerungsentwicklung
| Jahr                       | 1962 | 1968 | 1975 | 1982 | 1990 | 1999 | 2006 | 2019 |
| Einwohner                  | 125  | 117  | 102  | 81   | 82   | 82   | 84   | 86   |
| Quellen: Cassini und INSEE |      |      |      |      |      |      |      |      |

## Sehenswürdigkeiten

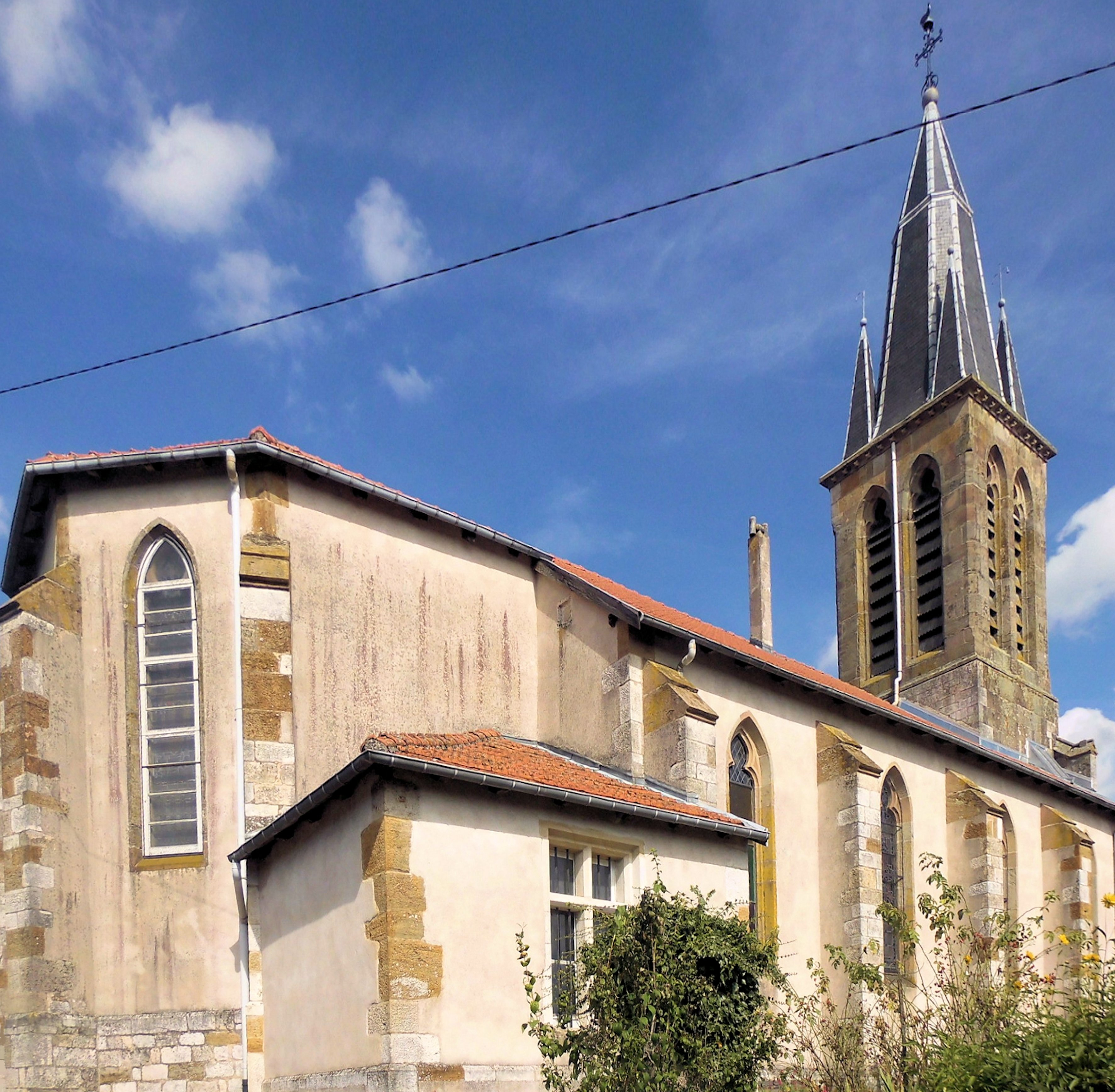
Kirche Saint-Epvre

- Kirche Saint-Epvre aus dem 19. Jahrhundert
- Denkmal für die Gefallenen[1]
- mehrere ehemalige Lavoirs (Waschhäuser)
- ein Wegkreuz an der D128 am westlichen Ende des Dorfs

ehemalige Waschhäuser in Grimonviller
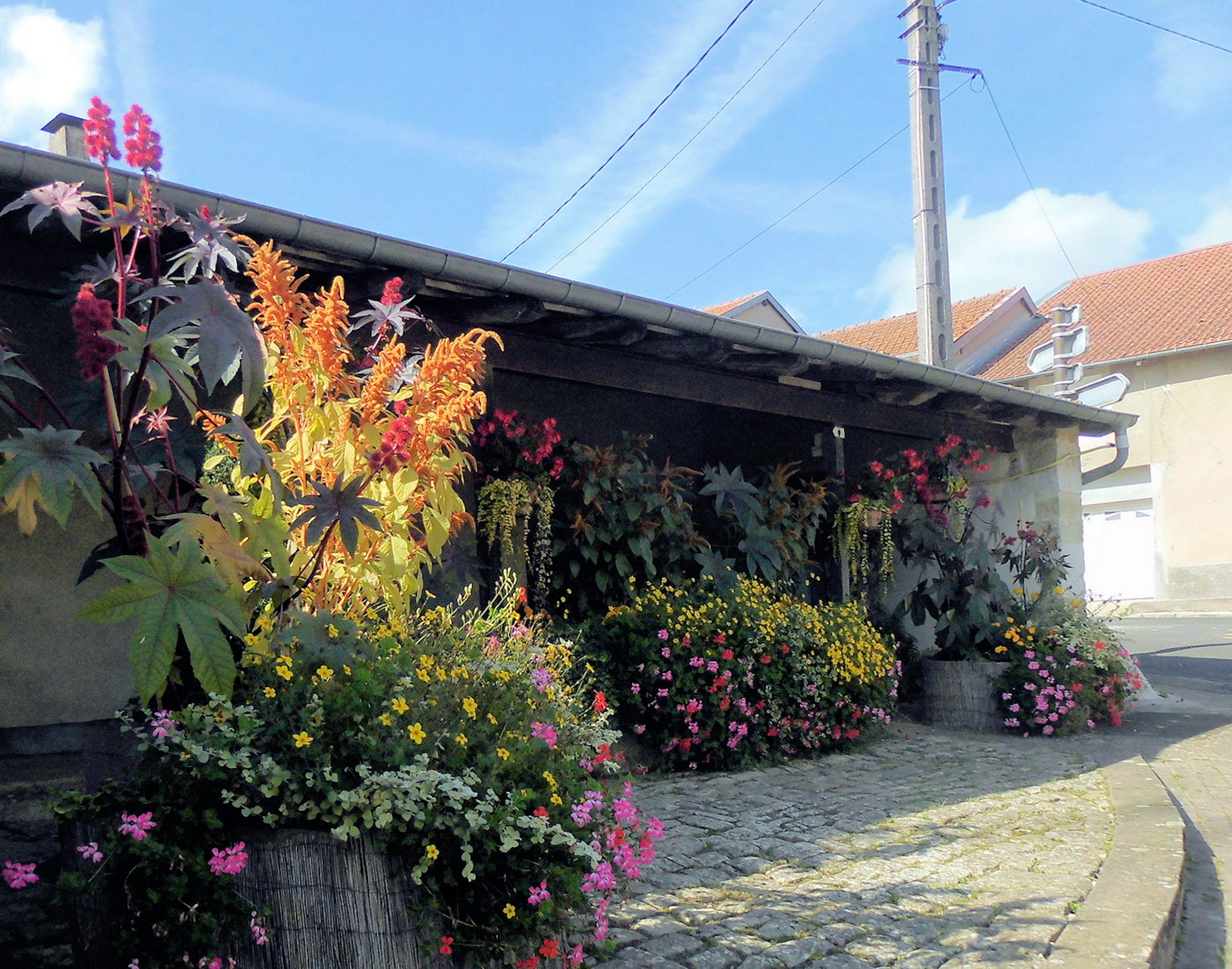
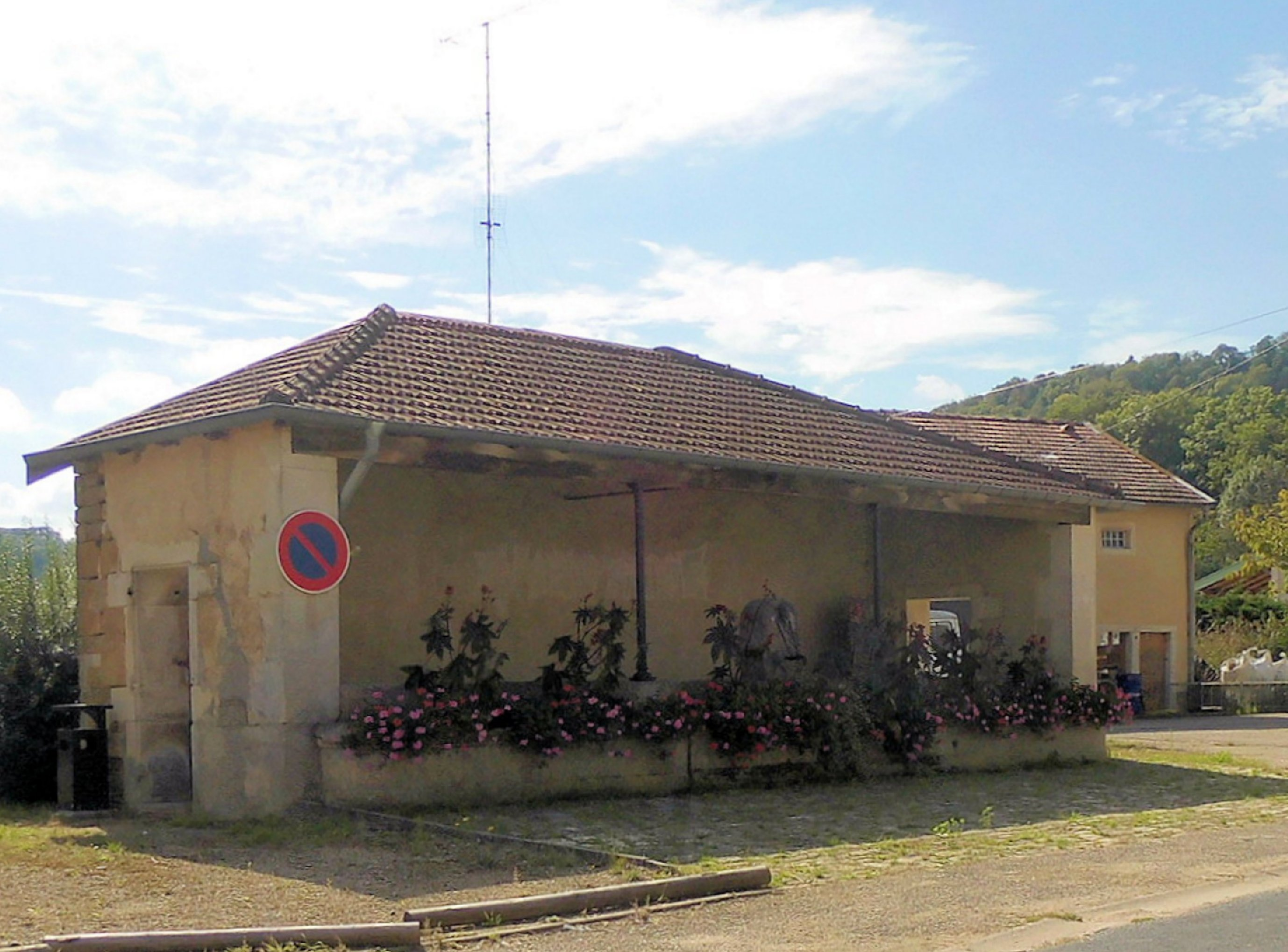
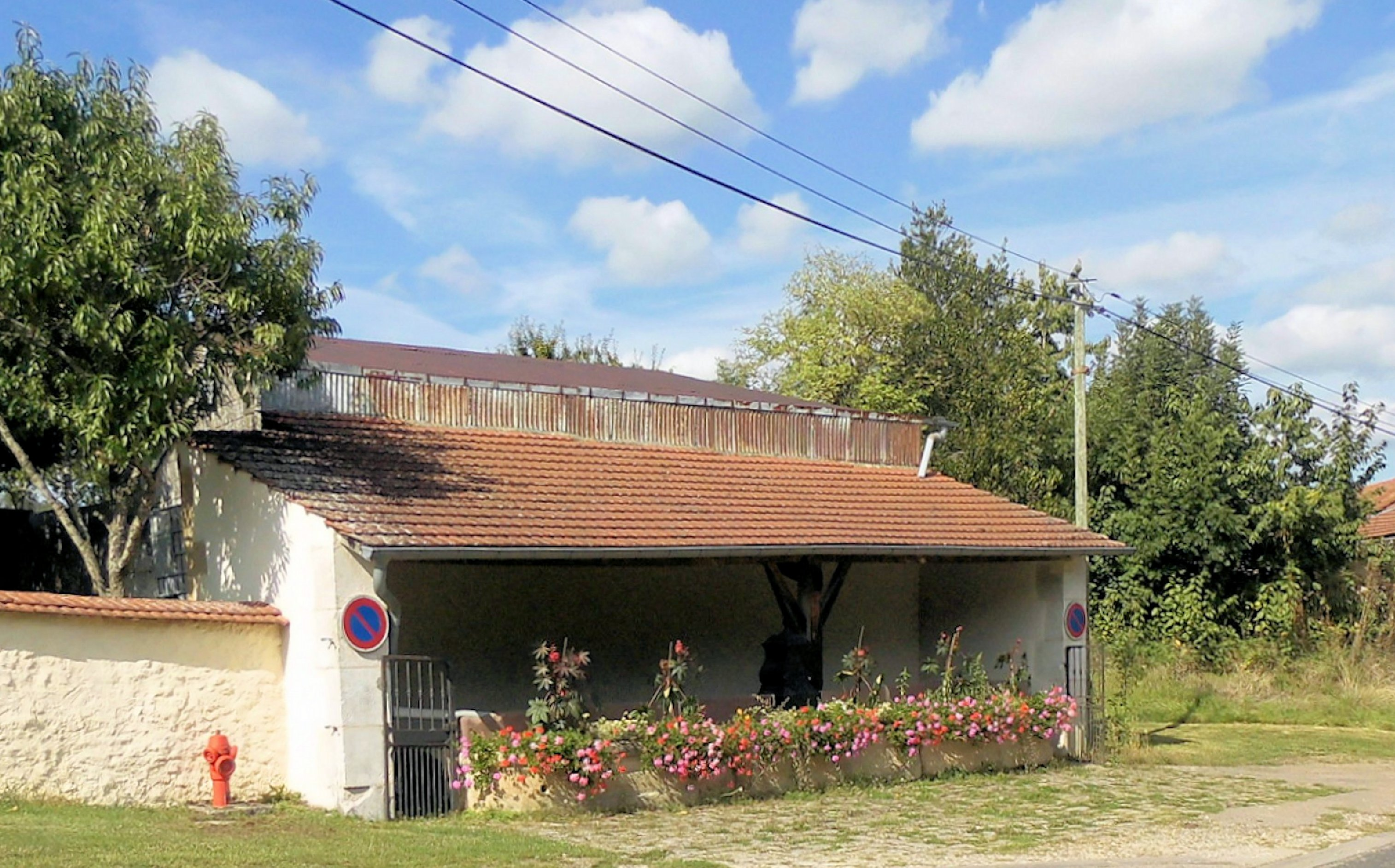